# Alone Together (Lied)
Alone Together ist ein Popsong von Arthur Schwartz (Melodie) und Howard Dietz (Text) aus dem Jahr 1932. Die meist im mittleren Tempo gehaltene Ballade entwickelte sich seit den 1940er Jahren zum Jazzstandard.

## Kennzeichen des Songs
Im Lied wird die gemeinsame Liebe besungen, die so tief wie die See und so großartig wie Liebe überhaupt sein könne, sei und damit das Paar von seiner Umwelt unterscheide. Der Text ist in Iamben verfasst und in Strophen zu 7 Zeilen angeordnet. Die fast durchgängig in D-moll verfasste Melodie ist in der Liedform AABA' angeordnet. Die ersten beiden A-Teile sind jeweils 14 Takte lang, führen jedoch zur Dur-Tonika, während der dritte A-Teil, der nur 12 Takte lang ist, sich in die Tonika in der Grundtonart (moll) auflöst. Die Melodie entwickelt sich schrittweise, wobei die Notenabstände nie größer als Terzen sind. Während jeder A-Teil wie ein Bogen steigt und fällt, nutzt der B-Teil lang angehaltene Noten, die abfallen.

## Entstehungsgeschichte
Alone Together wurde vom Autorenteam für das Broadway-Musical Flying Colors, das 1932 sehr aufwändig ausgestattet (z. B. mit Filmhintergrund und Drehbühne) produziert wurde, geschrieben. Das Musiktheaterstück war trotz 188 Aufführungen nur mäßig erfolgreich. Jean Sargent sang dort Alone Together, während Clifton Webb und Tamara Geva tanzten. 1932 nahm Leo Reisman mit seinem Orchestra und Sänger Frank Luther den Song auf und erreichte damit Platz 9 in den amerikanischen Charts.

## Weitere Wirkung
1939 interpretierte Artie Shaw den Song mit seinem Orchester für den Musikfilm Symphony of Swing; 1941 spielte er ihn, mit Streichern verstärkt, auf Platte ein. In ähnlicher Stimmung war auch die Cover-Version von Dizzy Gillespie (1950), während Miles Davis für sein Album Blue Moods (1955) einen modernistischen Zugang wählte. Weitere Fassungen der nächsten Jahre stammen von Art Blakey, Pepper Adams, Julie London, Dorothy Ashby, Chet Baker oder Kenny Dorham. In den Hard Bop führte Alone Together Sonny Rollins ein (Sonny Rollins and the Contemporary Leaders 1958).
Seit 1960 schufen Sängerinnen wie Ella Fitzgerald (mit Nelson Riddle) und Betty Carter (mit Ray Charles) facettenreiche Neu-Interpretationen. Die Instrumentalisten Eric Dolphy und Lee Konitz (1991) nutzten den Song für lange harmonische Erkundungen, ebenso wie das Duo von Chris Anderson und Charlie Haden (1997). Weit weg von der Balladenstimmung führt die aggressiv-schnelle Fassung von Brad Mehldau (2000).